# Championnats d'Europe d'haltérophilie 1998
Navigation
Édition précédente Édition suivante
Les championnats d'Europe d'haltérophilie 1998, soixante-dix-septième édition des championnats d'Europe d'haltérophilie, ont eu lieu en 1998 à Riesa, en Allemagne.